# ヴォカリーズ (ラフマニノフ)
セルゲイ・ラフマニノフの『ヴォカリーズ』（ロシア語: Вокализ、フランス語: Vocalise）作品34-14は、1915年に作曲・出版されたピアノ伴奏付きの歌曲。
歌詞のないヴォカリーズで歌われる旋律と、淡々と和音と対旋律とを奏でていくピアノの伴奏が印象的である。ロシア語の制約を受けないためもあって、ラフマニノフの数多ある歌曲の中でも、最もよく知られた曲となっている。
また、作曲者自身による管弦楽版をはじめとしてさまざまな楽器のために編曲され広く演奏されており、調性についても原曲の嬰ハ短調のほか、ホ短調、イ短調のものなどがある。

## 作曲の経緯

### 13の歌曲集
『ヴォカリーズ』の作曲に先立ち、まずピアノ伴奏付きの歌曲集である『13の歌曲集』作品34が1912年に完成し、1913年にグートヘイリ社から出版されていた。
この歌曲集はラフマニノフが1912年2月から文通を始めた若い女性の詩人マリエッタ・シャギニャン

に紹介された詩などにより、
同年夏までにイヴァノフカにおいて作曲された。
13曲のうち10曲が当時の有名な歌手（4曲がバス歌手のフョードル・シャリアピン、5曲がテノール歌手のレオニード・ソビノフ、1曲がソプラノ歌手のF.V.リトヴィーン）に献呈されており、残る3曲のうち1曲はシャギニャン、2曲は故人（作曲家ピョートル・チャイコフスキーと、1910年に急逝した女優ヴェラ・コミサルジェフスカヤに捧げられている。
| No. | タイトル               | 歌詞の作者       | 献呈                     |
| --- | ---------------------- | ---------------- | ------------------------ |
| 1   | 詩神（ミューズ）       | A. プーシキン    | M.S.シャギニャン         |
| 2   | 私達誰の心にも         | A.コリンフスキー | F.I.シャリアピン         |
| 3   | 嵐                     | A.プーシキン     | L.V.ソビノフ             |
| 4   | そよ風                 | K.バリモント     | L.V.ソビノフ             |
| 5   | アリオン               | A.プーシキン     | L.V.ソビノフ             |
| 6   | ラザロの復活           | A.ホミャコーフ   | シャリアピン             |
| 7   | ありえない！           | A.マイコフ       | V.F.コミサルジェフスカヤ |
| 8   | 音楽                   | Y.ポロンスキー   | P.I.チャイコフスキー     |
| 9   | 君は彼を知っていた     | F.チュッチェフ   | シャリアピン             |
| 10  | その日を私は覚えている | F.チュッチェフ   | L.V.ソビノフ             |
| 11  | 小作農奴               | A.フェート       | F.I.シャリアピン         |
| 12  | 何と言う幸せ           | A.フェート       | L.V.ソビノフ             |
| 13  | 不調和                 | Y.ポロンスキー   | F.V.リトヴィーン         |
| 14  | ヴォカリーズ           | －               | A.ネジダーノヴァ         |

### ヴォカリーズ
『ヴォカリーズ』は、作品34がいったん完成した後、その後続作品としてモスクワで作曲された。最も古い手書きの草稿には「1915年4月1日」の日付があり、この年に作曲されたものと考えられている。
作品34は『ヴォカリーズ』が終曲として追加されたことにより『14の歌曲集』となった。
1916年2月6日（当時ロシアで用いられていたユリウス暦では1月24日）にモスクワで行われた「クーセヴィツキー・コンサート」において、『ヴォカリーズ』はアントニーナ・ネジダーノヴァのソプラノ、作曲者のピアノ伴奏により初演され、成功を収めた。なお、作品は初演者のネジダーノヴァに献呈されている。
初演が行われた後、ラフマニノフは友人フォン・ストルーヴェ (Николай Струве) からの提案を受けて、『ヴォカリーズ』を管弦楽用に編曲した。これには、「ソプラノ独唱と管弦楽」による原調の版と、「管弦楽のみ」によるホ短調の版の2種類がある。
その後、アルカディ・ドゥベンスキーによる「ソプラノと管弦楽」・「弦楽合奏」の2種の編曲、ヘンリー・ウッドによる管弦楽編曲などが行われ、
現在ではピアノ伴奏による器楽ソロやピアノ独奏、果ては無伴奏サクソフォーンのものやテルミンによるものまであり、およそ編曲対象になっていない楽器がないのではないかと思わせるほど、多様な編曲が行われている。

## 楽曲について

### 特徴
ロシア音楽に共通の愁いを含んだ調べは、この作品においては、バロック音楽の特色である「紡ぎ出し動機」の手法によっており、短い動機の畳み掛けによって息の長い旋律が導き出されている。鍵盤楽器による伴奏が、もっぱら和音の連打に徹しながら、時おり対旋律を奏でて、瞬間的なポリフォニーをつくり出しているのも、初期バロックのモノディ様式を思わせる。旋律の紡ぎ出し部分は、ラフマニノフが愛したグレゴリオ聖歌《怒りの日》の歌い出し部分の借用にほかならない。また、拍子の変更こそ散見されるものの、（ロシア五人組の特徴である）不協和音や旋法の多用を斥けて、古典的な明晰な調性感によっている。西欧的な手法や素材を用いながらも民族的な表現を可能たらしめているところに、ラフマニノフの面目躍如を見て取ることが出来る。

### 音域

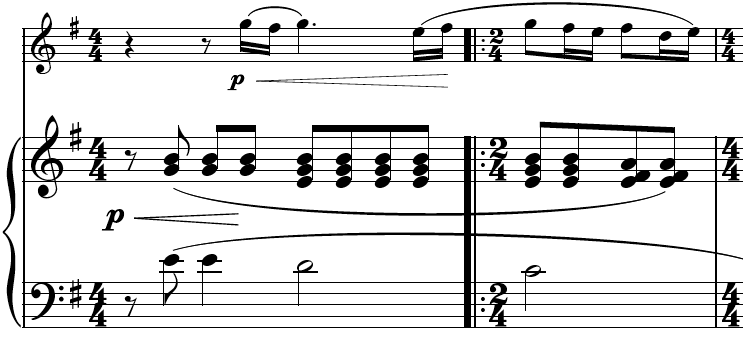
ヴァイオリン用に短三度高いホ短調に移調された『ヴォカリーズ』の冒頭部分。歌曲の原調は嬰ハ短調である。

原調は嬰ハ短調であり、出版譜では、ソプラノ又はテノールのためと明記されているものの、実際にはたいていリリック・ソプラノによって歌われ、テノール歌手が取り上げることはほとんどない。また最近では稀にボーイソプラノやカウンターテナーによっても上演・録音されている。高音は三点嬰ハ音にまで達するが、二点イで止まる別の案も作曲者によって提案されており、楽譜上には両方が書かれている。他の歌曲やオペラ・アリアと同様、現代では大抵高い方の旋律が歌われる。

## 編曲の数々
ラフマニノフの『ヴォカリーズ』は作曲者の生前から非常に人気が高く、さまざまな形に編曲されてきた。
- 管弦楽伴奏つき合唱版：ノーマン・ルボフ版とウォルター・ストッフ版。
- 管弦楽伴奏つきソプラノ独唱版：アルカディ・ドゥベンスキー版。
- 管弦楽版：ラフマニノフ本人の編曲版（ホ短調）。ほかにモートン・グールド版、クルト・ザンデルリング版とホセ・セレブリエール版。
- ピアノ独奏版：少なくとも、アラン・リチャードソン版、コチシュ・ゾルターン版、アール・ワイルド版の3種がある。ワイルド版は、19世紀ヴィルトゥオーソのトランスクリプションの伝統を引いた華麗な編曲で知られており、リチャードソン版は、原曲に装飾や音域移動を施している。コチシュ版は、中間部までは原曲に忠実であるが、再現部になって装飾変奏や和声の変更が加えられる。コチシュ版に関して、田部京子が独自の解釈で、リチャードソン版に似た、より単純な再現部にアレンジして演奏、録音している。コチシュ版は、ラフマニノフ自身の「チャイコフスキーの子守唄」の編曲様式（1941年）を意識的に踏襲している。
- 2台ピアノ版：ヴィトヤ・ヴロンスキー版
- ヴァイオリン独奏版（ピアノ伴奏）：ヤッシャ・ハイフェッツ版（ムスティスラフ・ロストロポーヴィチ編曲によるチェロ版は、ハイフェッツ版の再編曲）
- チェロ独奏版（ピアノ伴奏）：ヴォルフラム・フーシュケ版
- コントラバス独奏版（ピアノ伴奏）：オスカー・ツィメルマン版（ホ短調）
- フルート独奏と管弦楽伴奏版：チャールズ・ガーハート（英語版）版
- サクソフォーン版：ラリー・ティール版
- ファゴット版：レナード・シャロウ版
- トランペット版：ロルフ・スメドヴィグ（英語版）版
- トロンボーン版（ピアノ伴奏）：クリスティアン・リンドベルイ版
- テルミン版：クララ・ロックモアの録音
- シンセサイザー版：冨田勲の録音
- 無伴奏声楽版（混声合唱）：ボリス・テヴリン(Boris Tevlin)指揮による録音